# Todd Bowles
Todd Robert Bowles (Elizabeth, 18 novembre 1963) è un ex giocatore di football americano e allenatore di football americano statunitense che svolge il ruolo di capo allenatore dei Tampa Bay Buccaneers della National Football League (NFL). Da giocatore aveva militato nel ruolo di safety per la maggior parte della carriera con i Washington Redskins vincendo il Super Bowl XXII.

## Carriera da allenatore
Dopo essersi ritirato come giocatore, Bowles fu membro dello staff del personale addetto ai giocatori dei Green Bay Packers dal 1995 al 1996. Fu coordinatore difensivo e dei defensive back del Morehouse College nel 1997 ed ebbe gli stessi due ruoli alla Grambling State University nel 1998–1999. Divenne allenatore dei defensive back dei New York Jets nel 2000, dei Cleveland Browns nel 2004, e dei Dallas Cowboys nel periodo 2005–2007.

### Miami Dolphins
Bowles fu assunto come allenatore dei defensive back dei Miami Dolphins e come assistente capo-allenatore il 23 gennaio 2008. Dopo quattro stagioni in quel ruolo, fu nominato capo-allenatore ad interim il 12 dicembre 2011, dopo il licenziamento di Tony Sparano. La prima gara in quel ruolo fu una vittoria in trasferta contro i Buffalo Bills. I Dolphins conclusero quell'anno vincendo due partite su tre sotto la direzione di Bowles.

### Philadelphia Eagles
I Philadelphia Eagles assunsero Bowles come allenatore dei defensive back il 30 gennaio 2012. Il 16 ottobre dello stesso anno fu promosso a coordinatore difensivo dopo il licenziamento di Juan Castillo. Diretti da Bowles, gli Eagles ebbero la nona miglior difesa sulle corse.

### Arizona Cardinals
Il 18 gennaio 2013 Bowles divenne il coordinatore difensivo degli Arizona Cardinals che in due stagioni portò a divenire una delle difese più solide della lega assieme al capo-allenatore Bruce Arians. Nella stagione 2014 fu premiato come miglior assistente allenatore dell'anno.

### New York Jets
Il 13 gennaio 2015 Bowles firmò un contratto pluriennale per sostituire Rex Ryan come nuovo capo-allenatore dei New York Jets. Nella prima stagione, i Jets sfiorarono i play-off, vedendoli sfumare però nell'ultima partita, persa in casa contro i Buffalo Bills, già eliminati. Le tre stagioni successive invece furono deludenti per i Jets, che terminarono sempre con più sconfitte che vittorie. Bowles fu licenziato al termine della stagione 2018.

### Tampa Bay Buccaneers
Nel 2019 fu assunto dai Tampa Bay Buccaneers, come coordinatore difensivo. In questo ruolo, vinse il Super Bowl della stagione 2020. 
Nel marzo 2022 il capo allenatore dei Buccaneers, Bruce Arians, annunciò che si sarebbe dedicato alla dirigenza del club, e Bowles fu promosso a capo allenatore al suo posto.

## Record come capo-allenatore
| Squadra    | Anno       | Stagione regolare | Stagione regolare | Stagione regolare | Stagione regolare | Stagione regolare  | Playoff | Playoff | Playoff                                              |
| Squadra    | Anno       | Vinte             | Perse             | Pari              | %                 | Posizione          | Vinte   | Perse   | Risultato                                            |
| ---------- | ---------- | ----------------- | ----------------- | ----------------- | ----------------- | ------------------ | ------- | ------- | ---------------------------------------------------- |
| MIA*       | 2011       | 2                 | 1                 | 0                 | .667              | 2° nell'AFC East   | -       | -       | -                                                    |
| NYJ        | 2015       | 10                | 6                 | 0                 | .625              | 2° nell'AFC East   | -       | -       | -                                                    |
| NYJ        | 2016       | 5                 | 11                | 0                 | .313              | 4° nell'AFC East   | -       | -       | -                                                    |
| NYJ        | 2017       | 5                 | 11                | 0                 | .313              | 4° nell'AFC East   | -       | -       | -                                                    |
| NYJ        | 2018       | 4                 | 12                | 0                 | .250              | 4° nell'AFC East   | -       | -       | -                                                    |
| Totale NYJ | Totale NYJ | 24                | 40                | 0                 | .375              |                    | -       | -       |                                                      |
| TB         | 2022       | 8                 | 9                 | 0                 | .471              | 1° nella NFC South | 0       | 1       | Uscito al NFC Wild Card Game contro i Dallas Cowboys |
| TB         | 2023       | 9                 | 8                 | 0                 | .529              | 1° nella NFC South | 1       | 1       | Uscito al NFC Divisional Game contro i Detroit Lions |
| TB         | 2024       | 0                 | 0                 | 0                 | .000              | in corso           | -       | -       | -                                                    |
| Totale TB  | Totale TB  | 17                | 17                | 0                 | .500              |                    | -       | -       |                                                      |
| Totale     | Totale     | 43                | 58                | 0                 | .426              |                    | 1       | 2       |                                                      |

* Mandato ad interim

## Palmarès
Giocatore
- Super Bowl : 1

Washington Redskins: XXII
- NFC South Division: 2

2022, 2023